# Henry Anderton
Henry Anderton (1630-1667) est un peintre anglais, principalement connu pour ses portraits.

## Biographie
Il étudia la peinture auprès de Robert Streater, un peintre célèbre, et s'inspira de son maître dans le choix des sujets.  
Il a fait le tour d'Italie, et à son retour, a été employé au tribunal.
Bainbrigg Buckeridge dans son Essai sur l'école anglaise le décrit comme "très estimé à partir de 1665".
Anderton et sa femme Dorathy vivaient dans la paroisse de St Giles-in-the-Fields à Londres. Anderton mourut entre le 8 et le 21 octobre 1667 et y fut enterré. 

## Œuvres
Il a peint des portraits, des paysages, des natures mortes et des sujets historiques. Son travail le plus célèbre était un portrait de Frances Stewart, Duchesse de Richmond et Lennox. Le succès de ce portrait lui a valu des commandes de Charles II d'Angleterre et de nombreux membres de sa cour. Il n'y a pas de portraits gravés portant son nom, et il est possible qu'une grande partie de son travail ait été attribuée à tort à Sir Peter Lely, dont il était en quelque sorte le rival.
- Paysage de montagne avec des bergers dansant (1650-1660), huile sur toile, 46 × 60 cm, Tate Britain, Londres[3]